# André Cruz
André Alves da Cruz (20 de setembre de 1968) és un exfutbolista brasiler.

## Selecció del Brasil
Va formar part de l'equip brasiler a la Copa del Món de 1998.